# Дізадж-е-Рахім-Пур
Дізадж-е-Рахім-Пур (перс. دیزج رحیم‌پور) — село в Ірані, входить до складу дехестану Барандуз у Центральному бахші шахрестану Урмія провінції Західний Азербайджан.